# Rajgród (województwo kujawsko-pomorskie)
Rajgród – osada w Polsce położona w województwie kujawsko-pomorskim, w powiecie nakielskim, w gminie Mrocza.

## Podział administracyjny
W latach 1975–1998 miejscowość położona była w województwie bydgoskim.

## Demografia
Według Narodowego Spisu Powszechnego (III 2011 r.) liczyła 146 mieszkańców. Jest szesnastą co do wielkości miejscowością gminy Mrocza.

## Zabytki
Według rejestru zabytków NID na listę zabytków wpisany jest zespół dworski, nr rej.: 141/A z 15.06.1985:
- dwór, połowa XIX w., 1900 r.
- park, początek XX w.
- piekarnia, około 1900 r.